# Liste der Gemeinden im Landkreis Kelheim

Karte des Landkreises Kelheim

Die Liste der Gemeinden im Landkreis Kelheim gibt einen Überblick über die Verwaltungseinheiten des Landkreises. Es gibt 24 politische Gemeinden, von denen 8 eine eigene Verwaltung haben, und 5 Verwaltungsgemeinschaften.

## Legende
- Verwaltungseinheit: Name der Gemeinde und Angabe der Gemeindeart: Gemeinde (–), Markt (M), Stadt (St), Große Kreisstadt (GKSt) oder Name der Verwaltungsgemeinschaft. Einheitsgemeinden wie auch Verwaltungsgemeinschaften sind fett gedruckt
- Wappen: Wappen der Gemeinde
- GT: Gemeindeteile der Gemeinde. Der Wiki-Link ist mit der Gemeindegliederung der jeweiligen Gemeinde verknüpft.
- VG: Zeigt ggf. an, ob eine Gemeinde zu einer Verwaltungsgemeinschaft gehört
- Karte: Zeigt die Lage der Gemeinde im Landkreis
- Fläche: Fläche der Stadt beziehungsweise Gemeinde, angegeben in Quadratkilometer
- Einwohner: Zahl der Menschen, die in der Gemeinde beziehungsweise Stadt leben (Stand: 31. Dezember 2023[1])
- EW-Dichte: Angegeben ist die Einwohnerdichte, gerechnet auf die Fläche der Verwaltungseinheit, angegeben in Einwohner pro km2 (Stand: 31. Dezember 2023[2])
- Statistik: Link zur kommunalen Statistik des Bayerischen Landesamts für Statistik
- Website: Website der Gemeinde bzw. der Verwaltungsgemeinschaft

## Gemeinden
| Verwaltungseinheit                        | Wappen                                    | GT | VG                | Karte                                                                   | Fläche in km²   | Einwohner      | Einwohner je km² | Statistik | Website |
| ----------------------------------------- | ----------------------------------------- | -- | ----------------- | ----------------------------------------------------------------------- | --------------- | -------------- | ---------------- | --------- | ------- |
| Landkreis Kelheim                         | Wappen des Landkreises Kelheim            |    |                   | Der Landkreis Kelheim                                                   | 1065.12 (100 %) | 126539 (100 %) | 119              | [ 3 ]     | [ 4 ]   |
| Verwaltungsgemeinschaft Ihrlerstein       |                                           |    | Ihrlerstein       | Lage der Verwaltungsgemeinschaft Ihrlerstein im Landkreis Kelheim       | 40.35 (3.8 %)   | 5481 (4.3 %)   | 136              |           |         |
| Verwaltungsgemeinschaft Langquaid         |                                           |    | Langquaid         | Lage der Verwaltungsgemeinschaft Langquaid im Landkreis Kelheim         | 116.44 (10.9 %) | 9656 (7.6 %)   | 83               |           |         |
| Verwaltungsgemeinschaft Mainburg          |                                           |    | Mainburg          | Lage der Verwaltungsgemeinschaft Mainburg im Landkreis Kelheim          | 133.13 (12.5 %) | 7260 (5.7 %)   | 55               |           | [ 5 ]   |
| Verwaltungsgemeinschaft Saal an der Donau |                                           |    | Saal an der Donau | Lage der Verwaltungsgemeinschaft Saal an der Donau im Landkreis Kelheim | 61.08 (5.7 %)   | 7499 (5.9 %)   | 123              |           |         |
| Verwaltungsgemeinschaft Siegenburg        |                                           |    | Siegenburg        | Lage der Verwaltungsgemeinschaft Siegenburg im Landkreis Kelheim        | 86.84 (8.2 %)   | 9868 (7.8 %)   | 114              |           | [ 6 ]   |
| Abensberg, St                             | Wappen der Gemeinde Abensberg             | 22 |                   | Lage der Gemeinde Abensberg im Landkreis Kelheim                        | 60,29 (5.7 %)   | 14685 (11.6 %) | 244              | [ 7 ]     | [ 8 ]   |
| Aiglsbach                                 | Wappen der Gemeinde Aiglsbach             | 12 | Mainburg          | Lage der Gemeinde Aiglsbach im Landkreis Kelheim                        | 39,95 (3.8 %)   | 1892 (1.5 %)   | 47               | [ 9 ]     | [ 10 ]  |
| Attenhofen                                | Wappen der Gemeinde Attenhofen            | 22 | Mainburg          | Lage der Gemeinde Attenhofen im Landkreis Kelheim                       | 31,48 (3 %)     | 1400 (1.1 %)   | 44               | [ 11 ]    | [ 12 ]  |
| Bad Abbach, M                             | Wappen der Gemeinde Bad Abbach            | 32 |                   | Lage der Gemeinde Bad Abbach im Landkreis Kelheim                       | 55,29 (5.2 %)   | 12654 (10 %)   | 229              | [ 13 ]    | [ 14 ]  |
| Biburg                                    | Wappen der Gemeinde Biburg                | 8  | Siegenburg        | Lage der Gemeinde Biburg im Landkreis Kelheim                           | 14,20 (1.3 %)   | 1439 (1.1 %)   | 101              | [ 15 ]    | [ 16 ]  |
| Elsendorf                                 | Wappen der Gemeinde Elsendorf             | 20 | Mainburg          | Lage der Gemeinde Elsendorf im Landkreis Kelheim                        | 32,65 (3.1 %)   | 2166 (1.7 %)   | 66               | [ 17 ]    | [ 18 ]  |
| Essing, M                                 | Wappen der Gemeinde Essing                | 15 | Ihrlerstein       | Lage der Gemeinde Essing im Landkreis Kelheim                           | 17,34 (1.6 %)   | 1144 (0.9 %)   | 66               | [ 19 ]    | [ 20 ]  |
| Hausen                                    | Wappen der Gemeinde Hausen                | 15 | Langquaid         | Lage der Gemeinde Hausen im Landkreis Kelheim                           | 34,62 (3.3 %)   | 2244 (1.8 %)   | 65               | [ 21 ]    | [ 22 ]  |
| Herrngiersdorf                            | Wappen der Gemeinde Herrngiersdorf        | 17 | Langquaid         | Lage der Gemeinde Herrngiersdorf im Landkreis Kelheim                   | 25,09 (2.4 %)   | 1395 (1.1 %)   | 56               | [ 23 ]    | [ 24 ]  |
| Ihrlerstein                               | Wappen der Gemeinde Ihrlerstein           | 6  | Ihrlerstein       | Lage der Gemeinde Ihrlerstein im Landkreis Kelheim                      | 23,08 (2.2 %)   | 4337 (3.4 %)   | 188              | [ 25 ]    | [ 26 ]  |
| Kelheim, St                               | Wappen der Gemeinde Kelheim               | 27 |                   | Lage der Gemeinde Kelheim im Landkreis Kelheim                          | 76,76 (7.2 %)   | 17094 (13.5 %) | 223              | [ 27 ]    | [ 28 ]  |
| Kirchdorf                                 | Wappen der Gemeinde Kirchdorf             | 7  | Siegenburg        | Lage der Gemeinde Kirchdorf im Landkreis Kelheim                        | 16,49 (1.5 %)   | 938 (0.7 %)    | 57               | [ 29 ]    | [ 30 ]  |
| Langquaid, M                              | Wappen der Gemeinde Langquaid             | 25 | Langquaid         | Lage der Gemeinde Langquaid im Landkreis Kelheim                        | 56,79 (5.3 %)   | 6017 (4.8 %)   | 106              | [ 31 ]    | [ 32 ]  |
| Mainburg, St                              | Wappen der Gemeinde Mainburg              | 49 |                   | Lage der Gemeinde Mainburg im Landkreis Kelheim                         | 61,59 (5.8 %)   | 15517 (12.3 %) | 252              | [ 33 ]    | [ 34 ]  |
| Neustadt an der Donau, St                 | Wappen der Gemeinde Neustadt an der Donau | 22 |                   | Lage der Gemeinde Neustadt an der Donau im Landkreis Kelheim            | 93,56 (8.8 %)   | 14949 (11.8 %) | 160              | [ 35 ]    | [ 36 ]  |
| Painten, M                                | Wappen der Gemeinde Painten               | 12 |                   | Lage der Gemeinde Painten im Landkreis Kelheim                          | 36,89 (3.5 %)   | 2287 (1.8 %)   | 62               | [ 37 ]    | [ 38 ]  |
| Riedenburg, St                            | Wappen der Gemeinde Riedenburg            | 44 |                   | Lage der Gemeinde Riedenburg im Landkreis Kelheim                       | 100,45 (9.4 %)  | 6230 (4.9 %)   | 62               | [ 39 ]    | [ 40 ]  |
| Rohr in Niederbayern, M                   | Wappen der Gemeinde Rohr in Niederbayern  | 45 |                   | Lage der Gemeinde Rohr in Niederbayern im Landkreis Kelheim             | 54,17 (5.1 %)   | 3359 (2.7 %)   | 62               | [ 41 ]    | [ 42 ]  |
| Saal an der Donau                         | Wappen der Gemeinde Saal an der Donau     | 18 | Saal an der Donau | Lage der Gemeinde Saal an der Donau im Landkreis Kelheim                | 44,03 (4.1 %)   | 5755 (4.5 %)   | 131              | [ 43 ]    | [ 44 ]  |
| Siegenburg, M                             | Wappen der Gemeinde Siegenburg            | 15 | Siegenburg        | Lage der Gemeinde Siegenburg im Landkreis Kelheim                       | 27,86 (2.6 %)   | 4171 (3.3 %)   | 150              | [ 45 ]    | [ 46 ]  |
| Teugn                                     | Wappen der Gemeinde Teugn                 | 7  | Saal an der Donau | Lage der Gemeinde Teugn im Landkreis Kelheim                            | 17,09 (1.6 %)   | 1744 (1.4 %)   | 102              | [ 47 ]    | [ 48 ]  |
| Train                                     | Wappen der Gemeinde Train                 | 4  | Siegenburg        | Lage der Gemeinde Train im Landkreis Kelheim                            | 10.15 (1 %)     | 1881 (1.5 %)   | 185              | [ 49 ]    | [ 50 ]  |
| Volkenschwand                             | Wappen der Gemeinde Volkenschwand         | 32 | Mainburg          | Lage der Gemeinde Volkenschwand im Landkreis Kelheim                    | 29.23 (2.7 %)   | 1802 (1.4 %)   | 62               | [ 51 ]    | [ 52 ]  |
| Wildenberg                                | Wappen der Gemeinde Wildenberg            | 6  | Siegenburg        | Lage der Gemeinde Wildenberg im Landkreis Kelheim                       | 18.16 (1.7 %)   | 1439 (1.1 %)   | 79               | [ 53 ]    | [ 54 ]  |